# قهرمان کوچک
قهرمان همه (به انگلیسی: Everyone's Hero) که در سال ۲۰۰۶ انتشار یافت یک پویانمایی محصول کشور آمریکا است.

## داستان
داستان دربارهٔ نوجوانی کوچک به نام یانکی اروین (به انگلیسی: Yankee Irving) که عاشق ورزش بیس‌بال است و پدرش نگهبان شیفت شب یک ورزشگاه بزرگ است؛ در این ورزشگاه چوب بیس‌بال ستاره تیم به سرقت می‌رود و پدرش اخراج می‌شود؛ یانکی هم به دنبال دزد چوب در کل کشور آمریکا سفر می‌کند آن‌هم به تنهایی. او در یک قطار دزد را پیدا می‌کند و چوب را از او می‌گیرد. دزد به دنبال او می‌افتد اما نمی‌تواند چوب را از او بگیرد. سپس یانکی چوب را به دارلین میدهد و دارلین هم به خاطر این کار به او اجازهٔ بازی کردند در یک بازی حساس را می‌دهد.
پدر و مادر یانکی هم که به دنبال او می‌رفتند از حرف گویندهٔ رادیو فهمیدند که او دارد در این مسابقه حساس بازی می‌کند.
او نتوانست دو توپ اول را با چوبش دفع کند ولی توپ سوم را دفع کرد، دور زمین را زد و تیمش را قهرمان کرد.

## بازیگران
گویندگان نقش‌ها عبارتند از:
- جیک تی. آستین (یانکی اروین)
- راب رینر (اسکاروی)
- ووپی گلدبرگ (دارلین)
- مندی پاتینکین (استنلی)
- ویلیام اچ میسی (لفتی)
- اد هلمز (لویس)

## جوایز
فیلم قهرمان کوچک در سال ۲۰۰۶ جایزه Truly Moving Picture Award را گرفت.